# Kampala
Kampala je hlavní a největší město Ugandy. Leží ve střední Africe, v oblasti nazvané district of Kampala, v nadmořské výšce 1190 m n. m.,  nedaleko Viktoriina jezera. 
V Kampale žije přibližně 1,68 milionu obyvatel. Město je centrem metropolitní oblasti, která má přes 6 milionů 709 tisíc obyvatel. Je rozdělené do pěti čtvrtí, tzv. kampusů, které se nazývají Central, Kawempe, Makindye, Nakawa a Rubaga.

## Název
Název města je odvozen z  Kasozi K'Empala,  což v gandštině znamená Návrší antilop.

## Historie

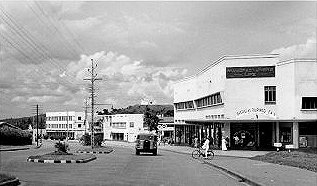
Kampala v roce 1950

Místo popsal jako první britský cestovatel sir Richard Burton v roce 1860 jako osadu s opevněným královským palácem se čtyřmi branami na kopci Lubaga. 
Toto první sídlo  vybudoval  Bugandský kabaka (král) Mutesa I., protože si je oblíbil při pořádání lovů.  Oblast byla tvořena četnými kopci a mokřady. Byla ideálním územím pro chov některých druhů zvířat, např. pro antilopy nebo impaly. V letech 1862 a 1870  přicházely další britské epediece a roku 1875 se zde usadili první misionáři protestantské církve, následování Bílými bratry církve římskokatolické a dalšími.
V roce 1890 podepsal ugandský král smlouvu o spolupráci s britskou obchodní společností pro kolonie východní Afriky Imperial British East Africa Company, jež předznamenala hospodářský a kulturní rozvoj města.  V roce 1931 byla otevřena železniční trať spojující město s  přístavem Mombasa. 
Město se rozrůstalo do rozměrů velké metropole Bugandského království. Z této doby také stále stojí některé budovy, například hrobky bugandských králů v Kasubi, které byly v roce 2001 zapsané na seznam světového dědictví UNESCO, dále také budova bugandského parlamentu, Bugandský soudní dvůr a také korunovační palác Buddo.
Kampala byla těžce poškozena během Ugandsko-tanzanské války, zejména v  lednu 1986, kdy proběhla bitva o Kampalu. Po válce bylo město kompletně přestavováno, vznikla zde spousta nových budov, včetně hotelů, nákupních center a vzdělávacích institucí, bank nebo nemocnic. 
Město v současnosti patří k nejrychleji rostoucím oblastem v Africe, s ročním přírůstkem 4,3 procent populace. Je vyhledávaným turistickým a rekreačním centrem.

## Významná místa
Kampala byla postavena na principu města na sedmi kopcích:
1. Kasubi – historicky nejvýznamnější, nachází se zde již zmíněné královské hrobky
2. Mengo – bývalý královský palác
3. Kibuli – místní mešita; islám se do města dostal ještě před příchodem křesťanských misionářů
4. Namirembe – anglikánská katedrála
5. Lubaga – římskokatolická katedrála Panny Marie z roku 1914, Rubaga. Byla postavena v původním působišti misionářů Bílých otců; sídlo arcidiecéze; národní kulturní památka.
6. Nsambya – významná nemocnice
7. Kampala – také zvaný staré město; po Kasubi kulturně i historicky druhý nejvýznamnější

další  místaː
- palác krále Kabaka
- hlavní kampus univerzity Makerere, jedné z předních vysokých škol ve východní a střední Africe, se rozkládá na kopci Makerere
- Východoafrická rozvojová banka sídlí na kopci Nakasero
- Ugandské muzeum je největší v zemi
- Ugandské národní divadlo
- populární trh Nakasero
- několik desítek výškových budov hotelů, také nočních kasin a heren

## Doprava
- V roce 2007 byla městská taxi služba většinou nahrazena autobusy. Taxi služby nadále provozují tři společnosti,  také služba Boda-boda, jejíž řidiči vozí zákazníky na motorkách (původně na jízdních kolech).
- Přístav Bell Port pro rekreační lodní dopravu byl otevřen roku 2019.
- Kampala má dvě letiště: staré vojenské letiště přímo ve městě a  35 km jižně jeí moderní mezinárodní letiště Entebbe, největší letiště v zemi. V Kampale sídlí ugandská letecká společnost Air Uganda.

## Galerie

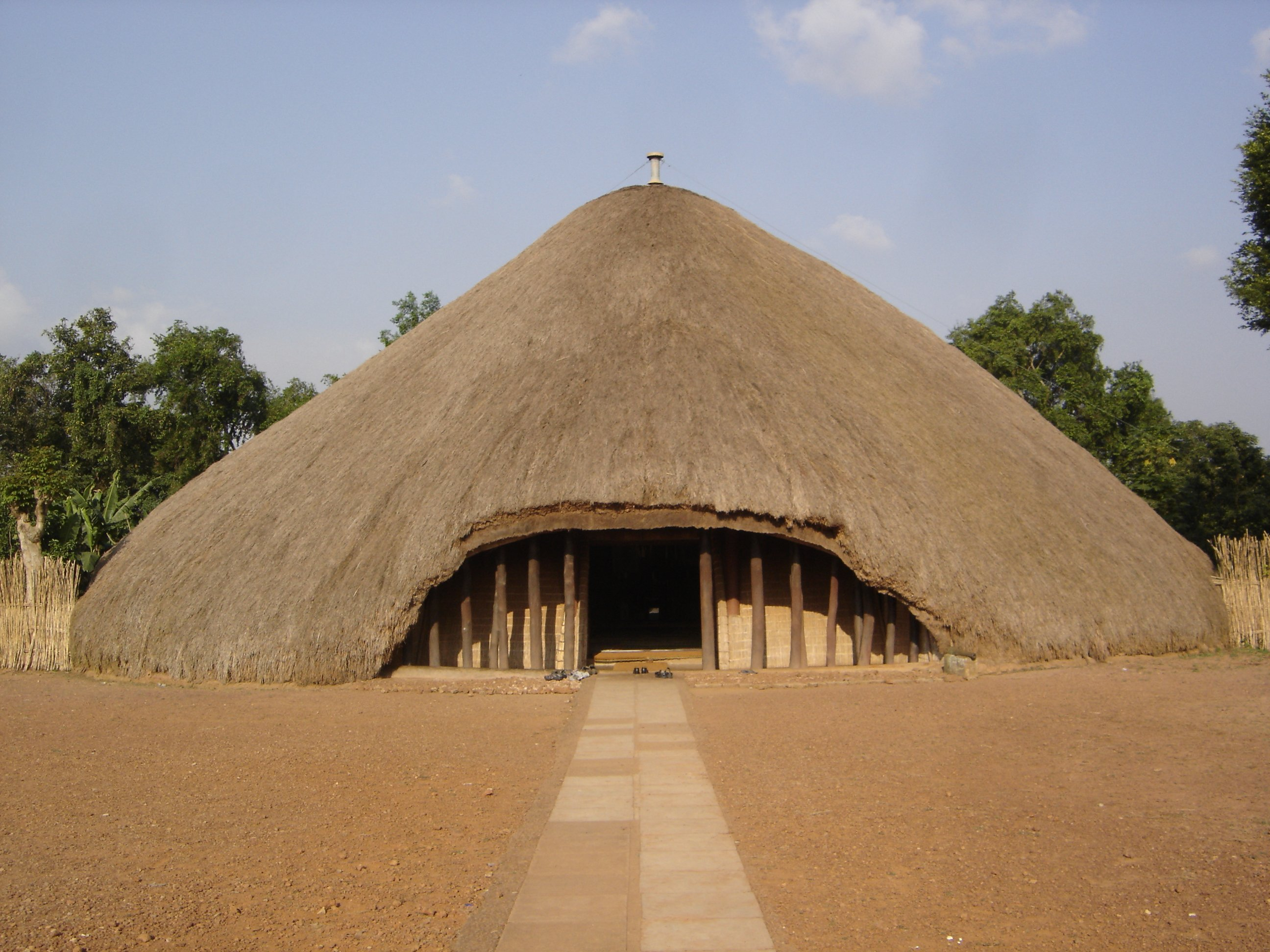
Hrobky bugandských králů v Kasubi
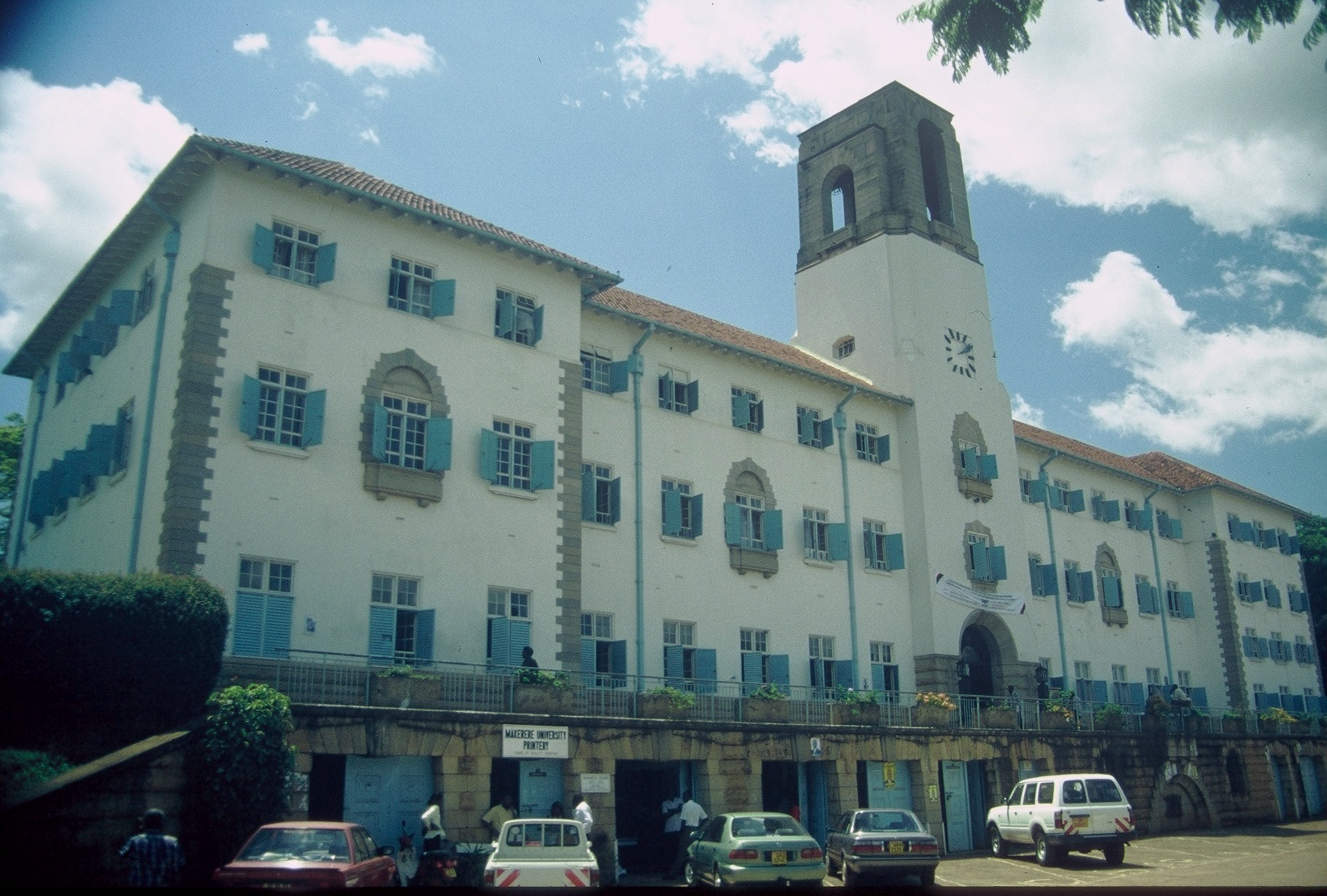
Univerzita Makerere
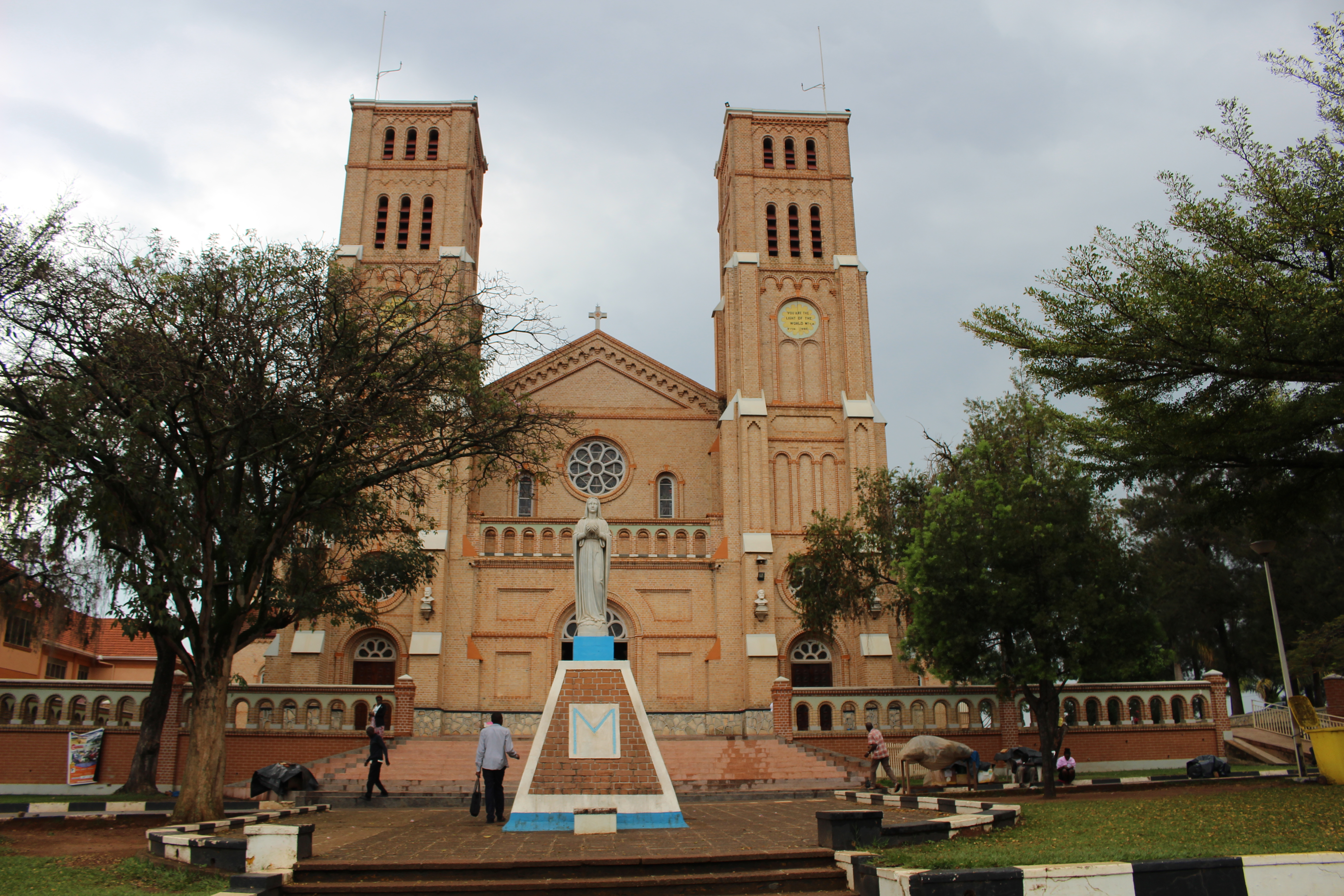
Katedrála P. Marie, Rubaga
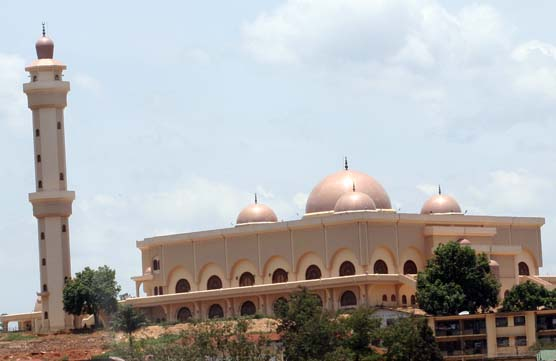
Mešita na kopci Mengo
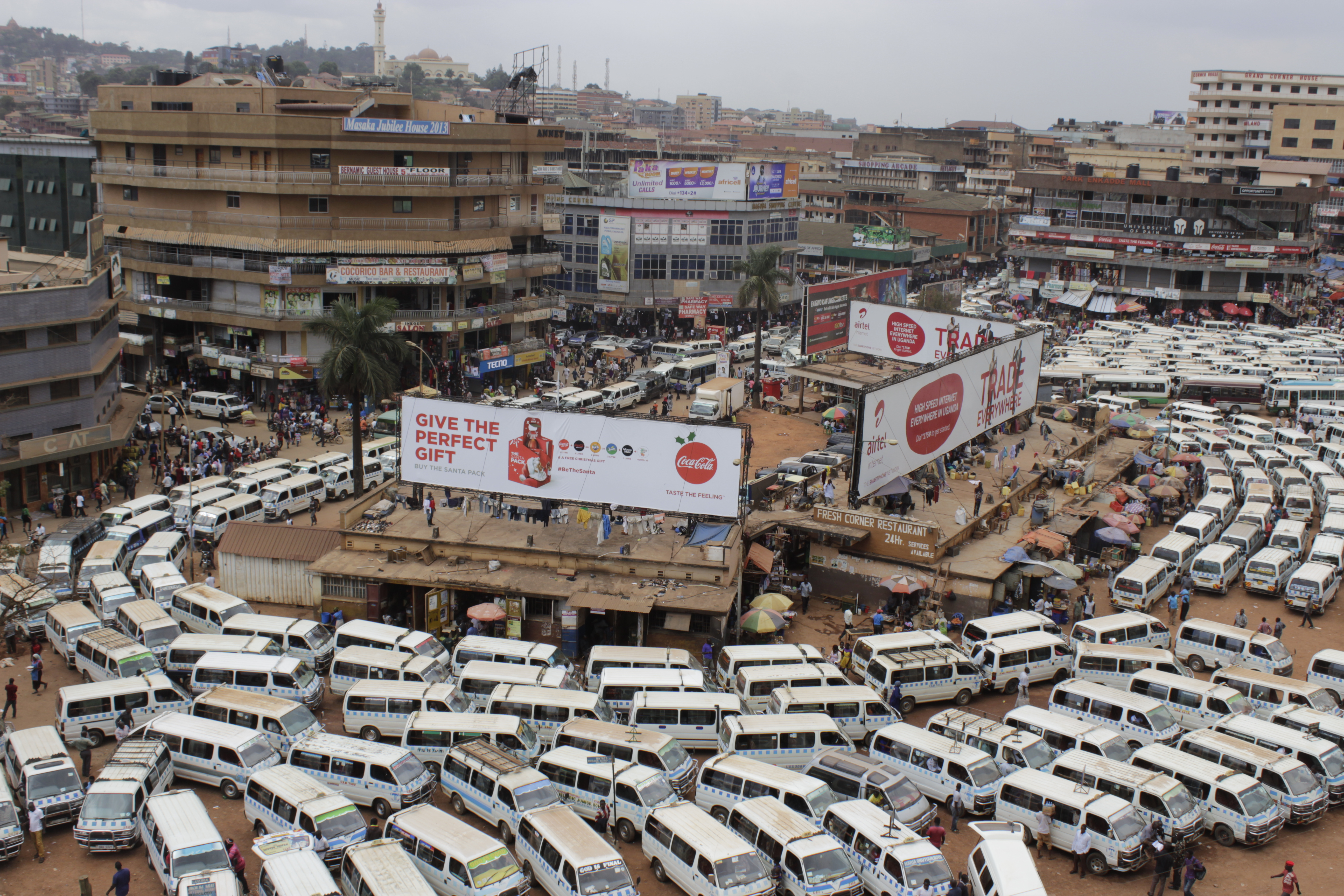
Autobusové nádraží
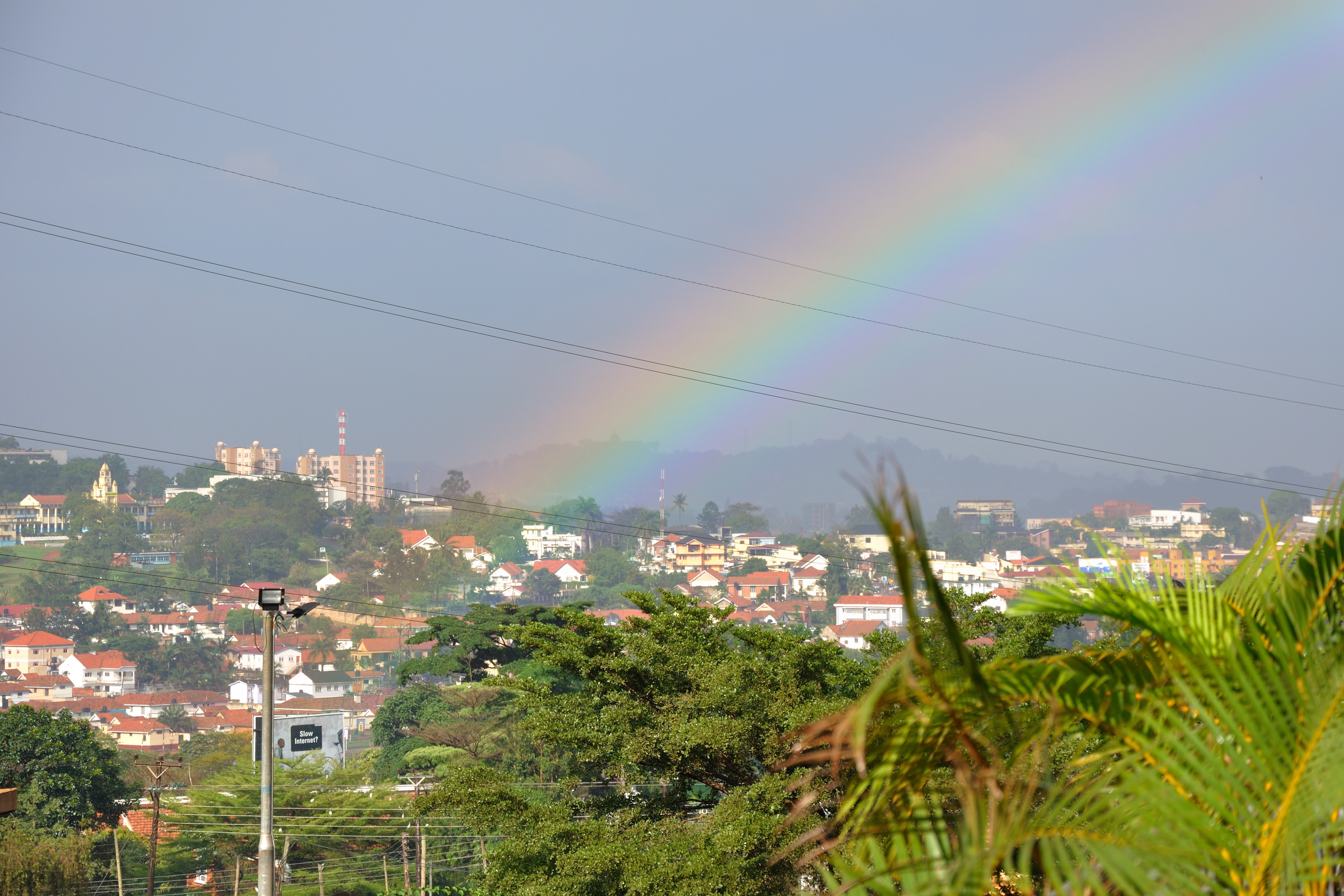
Duha nad Kampalou